# الليلة المقدسة
الليلة المقدسة (بالفرنسية: La nuit Sacrée) هي رواية من تأليف الكاتب المغربي الطاهر بن جلون صدرت في سبتمبر 1987، وحصلت على جائزة غونكور في نفس السنة. جاءت هذه الرواية بعد رواية طفل الرمال التي صدرت عام 1985.

## نبذة عن الرواية
كان العنوان الأولي للرواية هو ليلة المصير (بالفرنسية La Nuit du Destin)، لكن الناشر جان مارك روبرتس أصر على تغييره، ونال رضا الكاتب. رشحت هذه الرواية لجائزة غونكور سنة1987، وقد حصل الطاهر بن جلون على الجائزة بالفعل - بفضل الدعم داخل أكاديمية غونكور من إدموند شارل رو ، ودعم خارجي مكثف من جان مارك روبرتس. مكن نيل الرواية لهذه الجائزة من رفع عدد مبيعاتها إلى 400 000 نسخة وتجاوز عتبة المليون نسخة بالنسبة لجميع طبعاتها.

## الملخص
بعد دفن والدها، تترك الراوية عائلتها وتقرر السفر عبر المغرب لتكتشف هويتها كامرأة. تلتقي أولاً بأمير يختطفها على حصانه ويأخذها إلى أرض مسحورة. عندما بدأت في اكتشاف أنها مختطفة إلى أرض غريبة عرفت أن عليها الفرار. بعد مغادرة الأمير، تعود الراوية إلى حياتها الحقيقية المفاجئة وكأنها كانت تحلم، ثم واجهت لقاءً سيئًا في الغابة عرضها للاغتصاب. تصل الراوية إلى أغادير وفي طريقها إلى الحمام، تلتقي بامرأة تدعى أسيس، المرأة المكلفة بالاستقبال. حيث شفقت لحالها ودعتها للعيش معها، طالبة منها أن ترافق شقيقها الذي فقد بصره عندما كان طفلاً، لكن سرعان ما اتضحت لها غرابة علاقتهما، حيث كانت تربطهما علاقة سفاح القربى. تبدأ علاقة حب بين شقيق أسيس والراوية، ما جعل اسيس تفكر في الانتقام من البطلة، مستغلة تواجد عمها الذي يأتي إلى أغادير واتهامها بالكذب وسرقة ميراث الأسرة، ما دفعها لقتله. أرسلت البطلة للسجن دون أن تظهر ندما على جريمة القتل التي ارتكبتها، معتبرة أنها قامت فقط بإصلاح الظلم الواقع على المجتمع المغربي. ولأنها كانت معصوبة العينين، فقد عاشت كشخص أعمى. تهرب من سجنها عبر أحلام اليقظة المتواصلة، حيث تتخيل نفسها أميرة أو قديسة. ومع ذلك، فقد تعرضت للهجوم من قبل أخواتها اللواتي يشعرن بالاستياء منها، لأنها لعبت دور الصبي في عائلتهن. لذلك قررن الانتقام منها في مشهد همجي بخياطة شفتيها المهبليتين. في الأخيرة ستُحرر الراوية مرة أخرى وتذهب إلى البحر، وهناك ستدخل البيت الأبيض الذي ظهر في الضباب لتصبح امرأة مباركة تعالج العقم. 

## شخصيات الرواية
- الراوية (أحمد سابقًا): هي بطلة الرواية التي نشأت على أنها ذكر رغم كونها أنثى، بسبب رغبة والدها في إنجاب ولد. بعد وفاة والدها، تبدأ رحلة البحث عن ذاتها كامرأة، وتواجه تحديات نفسية واجتماعية عميقة.
- الأب: شخصية محورية في الماضي، فرض على ابنته أن تعيش كولد ليحفظ مكانته الاجتماعية، ويمثل السلطة الذكورية التقليدية.
- الأمير: يظهر في بداية الرحلة، يختطف الراوية إلى أرض غريبة، ويجسد الحلم والخيال، لكنه يختفي لاحقًا.
- أسيس: امرأة تستقبل الراوية في الحمام بمدينة أغادير، وتعرض عليها المساعدة، لكنها لاحقًا تنقلب عليها بسبب علاقة الراوية بشقيقها.
- شقيق أسيس (القنصل): رجل أعمى، كانت تربطه علاقة غير مألوفة بأسيس، ويقع في حب الراوية، مما يثير صراعًا داخليًا وخارجيًا.
- العم: يمثل السلطة العائلية، يتهم الراوية بالكذب وسرقة الميراث، مما يدفعها إلى قتله.
- الأخوات: يظهرن في مشهد قاسٍ، ينتقمن من الراوية لأنها كانت تلعب دور الذكر في العائلة، ويقمن بخياطة شفتيها المهبليتين في مشهد رمزي عن القمع.

## اقتباسات من الرواية
"كنت قد لزمت الصمت.. مقتنعاً بأني صرت كتاباً لن يفتحه أحد."
"التذكُّر هو الموت، لقد استغرقتني بعض الوقت كيما أُدرك أن التذكر هو العدو."
"في تلك اللحظة عشت هنيهات من الطمأنينة الغامرة. فما عاد شيء يقدر على أن يصيبني."
"اللامبالاة ليست غياب المشاعر، بل رفضها."
"الحِقد يُضعِف. إنه يتأكّل الجسم من الداخل ويصيب جهاز المناعة."
"أعتقد أن الله سيغفر لي. فالله حق. والله خير. والله رحمن. والله رحيم."
"كم هو صعب أن نموت، حين نُريد الموت."
"آه من صباح الأولاد في ملعب المدرسة، ورقصة الدوري في كبد سماءٍ صافية، ذات عصر! كم هي جميلة أشياء الحياة البسيطة، وكم هي مرعبة حينما لا تعود هنا، دونها المستحيل إلى الأبد."

"إني لا أصلي من أجلي، وليس رجاءً بشيء.. بل دفعاً لشقاء البقاء."

## تحليل الرواية
في فيلم طفل الرمل، أعطى الطاهر بن جلون الكلمة لقاص، ليروي قصة أحمد، فتاة مغربية شابة كان والدها يعتبرها طول حياته رجلاً، وذلك حتى لا يشعر بعار عدم إنجاب ذكر. أما في رواية الليلة المقدسة التي تعتبر تتمة لرواية طفل الرمل، فتحدث أحمد مرة أخرى، ولكن هذه المرة تصبح راوية عن نفسها بعد وفاة والدها خلال "ليلة مقدسة"(هي ليلة القدر التي توافق27 من رمضان )، ففي هذه الرواية تحاول البطلة استعادة هويتها الأنثوية، وتقرر الرحيل تاركة وراءها كل ذكرياتها السيئة. وعلى الرغم من أن هاتين الروايتين متكاملتان، إلا أنه يمكن قراءتهما بشكل مثالي بمعزل عن بعضهما البعض. من خلال المزج بين الحقائق الحقيقية والسحر، يقدم الطاهر بن جلون في روايته هذه صورة غير مسبوقة للمغرب تتمثل فيه في صعوبة وضع المرأة المعرضة للاغتصاب والهيمنة الذكورية، ومشكلة التسول.

## الطبعات
- دار النشر سوي ، 1987(ردمك 2-02-009716-8)
- دار النشر سوي ، 1989(ردمك 2-02-010795-3)
- دار النشر سوي ، 1995(ردمك 2-02-025583-9)
- دار غاليمار للنشر 2017(ردمك 978-2-07-272034-5)

## التحويل إلى فيلم
تم تحويل الرواية إلى فيلم فرنسي مغربي بعنوان "الليلة المقدسة" للمخرج نيكولا كلوتز عام 1993 .حيث اقتبس السيناريو من روايتي طفل الرمال و الليلة المقدسة.